# First Rose of Spring
First Rose of Spring — сімдесятий сольний студійний альбом американського співака Віллі Нельсона, представлений 3 липня 2020 року під лейблом Legacy Recordings. Випуск платівки було заплановано на 24 квітня 2020 року, але через пандемію реліз відбувся дещо пізніше.

## Реакція критиків
«First Rose of Spring» отримав схвальні відгуки від музичних критиків. На агрегаторі Metacritic альбом отримав 76 балів із 100 на основі шести відгуків, що свідчить про «загальне схвалення».

## Список пісень
| #     | Назва                                   | Тривалість |
| ----- | --------------------------------------- | ---------- |
| 1.    | «First Rose of Spring»                  | 3:41       |
| 2.    | «Blue Star»                             | 4:35       |
| 3.    | «I'll Break Out Again Tonight»          | 2:49       |
| 4.    | «Don't Let the Old Man In»              | 3:09       |
| 5.    | «Just Bummin' Around»                   | 3:15       |
| 6.    | «Our Song»                              | 3:51       |
| 7.    | «We Are the Cowboys»                    | 4:03       |
| 8.    | «Stealing Home»                         | 3:42       |
| 9.    | «I'm the Only Hell My Mama Ever Raised» | 4:11       |
| 10.   | «Love Just Laughed»                     | 4:34       |
| 11.   | «Yesterday When I Was Young»            | 3:31       |
| 41:21 |                                         |            |

## Чарти
| Чарт (2020)                                  | Найвища позиція |
| -------------------------------------------- | --------------- |
| Australian Albums (ARIA)                     | 68              |
| Австрія Austrian Albums (Ö3 Austria)         | 8               |
| Нідерланди Dutch Albums (MegaCharts)         | 50              |
| Німеччина German Albums (Offizielle Top 100) | 43              |
| Шотландія Scottish Albums (OCC)              | 9               |
| Швейцарія Swiss Albums (Schweizer Hitparade) | 8               |
| Велика Британія UK Albums (OCC)              | 76              |
| Велика Британія UK Country Albums (OCC)      | 1               |
| США Billboard 200                            | 49              |
| США Top Country Albums (Billboard)           | 5               |